# Nojag, Hunedoara
Nojag este un sat în comuna Certeju de Sus din județul Hunedoara, Transilvania, România.

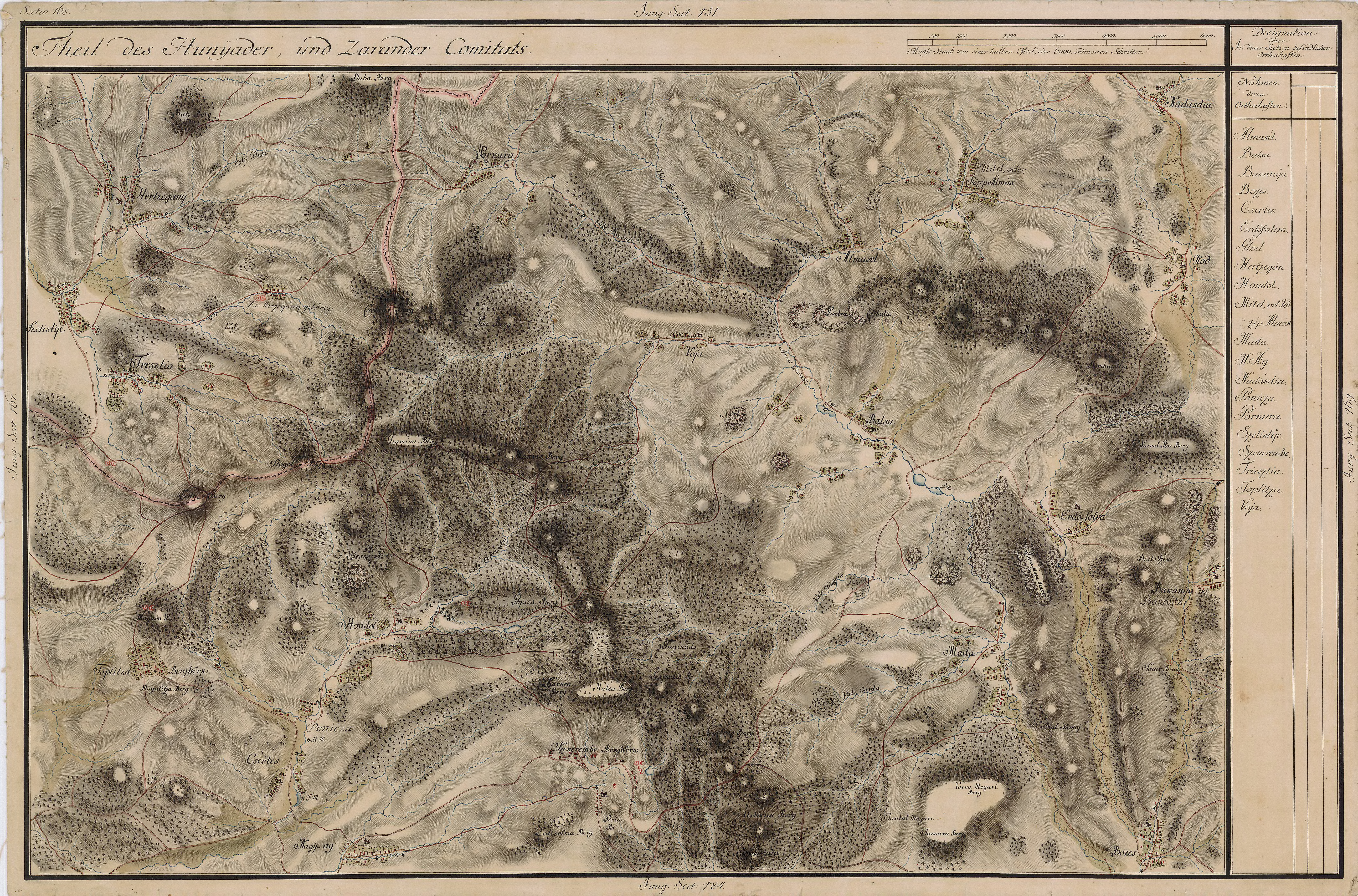
Nojag în Harta Iosefină a Transilvaniei, 1769-1773